# Etinkem
Etinkem (ou Etinkam) est un village du Cameroun, situé dans la Région du Sud-Ouest, à proximité de la frontière avec le Nigeria. Il est rattaché administrativement à la commune d'Eyumodjock, dans le département de la Manyu.

## Population
Etinkem comptait 437 habitants en 1953, 420 en 1967, principalement des Ejagham.
Lors du recensement de 2005 on y a dénombré 221 personnes.